# Veronica Rossi
Veronica Rossi (Rio de Janeiro, 16 de junho de 1973) é uma escritora brasileira-estadunidense, o livro dela Under the Never Sky (2012) foi best-seller do The New York Times. Ela também escreve com o pseudônimo coletivo Noelle August com o qual assina junto com a escritora Lorin Oberweger.

## Biografia
Ela nasceu no Rio de Janeiro, cresceu na Califórnia e se formou na Universidade da Califórnia em Los Angeles. Ela já morou no México, Venezuela e Itália.
Ela sempre gostou de escrever, mas só começou a escrever seriamente quando seu primeiro filho nasceu. Sobre isso ela diz:
| “ | Eu precisava de uma saída criativa que não fosse a pintura a óleo – o que eu tinha feito até então e que era muito difícil de fazer com um recém-nascido. | ” |

Ela mora em São Francisco, Estados Unidos, com o marido e dois filhos.

### Série Sob o Céu do Nunca
1. Under the Never Sky (2012) no Brasil: Sob o Céu do Nunca (Rocco, 2015)
2. Through the Ever Night (2013) no Brasil: Pela Noite Eterna (Rocco, 2016)
3. Into the Still Blue (2014) no Brasil: A Caminho do Azul Sereno (Rocco, 2017)
4. Roar of the Tides (2023)

- Roar and Liv (2012)(novela)
- Brooke (2013)(novela)

### SérieRiders
- Riders (2016) no Brasil: Os Quatro Cavaleiros (Galera, 2017)
- Seeker (2017)

### Livro isolado
- Rebel Spy (2020)